# 島側帶小公魚
島側帶小公魚，又稱島嶼小公魚，俗名魩仔，為輻鰭魚綱鯡形目鯡亞目鳀科的一種。

## 分布
本魚廣泛分布印度西太平洋區，包括北印度洋安達曼海、台灣、爪哇島、香港、泰國等海域。

## 深度
水深0至20公尺。

## 特徵
本魚體型側扁，呈白色，腹緣稜鱗以4至5枚居多，偶有6枚者；背鰭有軟條16至17枚；臀鰭有軟條21至23枚。體長可達8公分。

## 生態
本魚常小群在潮間帶群泳，在水面形成小片的魚鱗狀波紋。以濾食浮游生物為食。

## 經濟利用
煮熟晒乾食用，加辣椒炒食是下酒名菜。